# Leucosolenia fragilis
Leucosolenia fragilis är en svampdjursart som först beskrevs av Ernst Haeckel 1870.  Leucosolenia fragilis ingår i släktet Leucosolenia och familjen Leucosoleniidae. Inga underarter finns listade i Catalogue of Life.